# Ippesheim
Ippesheim – gmina targowa w Niemczech, w kraju związkowym Bawaria, w rejencji Środkowa Frankonia, w regionie Westmittelfranken, w powiecie Neustadt an der Aisch-Bad Windsheim, wchodzi w skład wspólnoty administracyjnej Uffenheim. Leży w Steigerwaldzie, około 27 km na zachód od Neustadt an der Aisch.

## Dzielnice
W skład gminy wchodzą następujące dzielnice: 
- Ippesheim
- Bullenheim
- Gemeindemühle
- Herrnberchtheim

## Zabytki i atrakcje
- Muzeum Regionalne (Heimatmuseum)